# محمد الصايم
محمد الصايم (بالإنجليزية: Mohammed Saeme) (مواليد 9 ديسمبر 1956)، هو مؤسس جمعية الصحة البحرية الدولية. أسس العديد من شركات الصحة والعافية البحرية، وهو مستشار طبي لخطوط الرحلات البحرية الكبرى.

## النشأة والوظيفة
ولد الصايم في مدينة فاس المغربية. درس في المغرب وحصل على ترخيص طبي عام ،1981 وحصل على الدكتوراه عام 1983. ثم أقام في أوسلو بالنرويج من 1983 إلى 1999، وأصبح مواطنًا نرويجيًا عام 1991. يقيم الصايم حاليًا في مونت كارلو في موناكو منذ عام 1999.
من 1983 إلى 1999، مارس مهنة الطب في النرويج، وعمل كطبيب بحار. كان أيضًا ممارسًا عامًا خاصًا في أوسلو وكذلك طبيب طوارئ بدوام جزئي. في عام 1986، بدأ مشاركته في الصناعة البحرية عندما أصبح طبيب السفينة للسفينة السياحية Sea Goddess.

## الصحة البحرية الدولية
عمل الصايم في جميع أنحاء العالم، حيث تحكم في الصحة والنظافة والصرف الصحي على متن السفن التجارية والركاب ومنصات النفط. كما شارك في إعداد اللوائح الجديدة المتعلقة بنظافة السفن، والصرف الصحي، والصيدلة، والمعايير الدنيا للمرافق الطبية لسفن الرحلات البحرية، فضلاً عن تحديث معايير الفحوصات الطبية قبل التوظيف للبحارة. في عام 1997، أسس الصايم منظمة الصحة البحرية الدولية،  وأصبح أول رئيس لها من 1997 إلى 2001. وقد عمل أيضًا كمستشار لخطوط الرحلات البحرية المختلفة.

## الأعمال
في عام 1996، أسس شركة Maritime Clinic for International Seafarers، Inc في الفلبين، تقدم خدمات الفحص الطبي قبل التوظيف للبحارة. كما أسس شركة Universal Maritime Services، Inc. في عام 1998 في ناسو في جزر الباهاما، كشركة إدارة تقدم الاستشارات بشأن المرافق الطبية والموظفين لخطوط الرحلات البحرية وشركات الشحن.

## روابط خارجية
- العيادة البحرية للبحارة الدولية ، Inc.
- شركة يونيفرسال ماريتايم سيرفيسز نسخة محفوظة 11 يونيو 2017 على موقع واي باك مشين.
- SAEMED، LTD.
- العافية والرحلات البحرية
- الرابطة الدولية لخطوط الرحلات البحرية
- الندوة الدولية الرابعة للصحة البحرية
- مؤتمر رعاية المغتربين ، تأمين السفر والرعاية الصحية العالمية - المتحدثون نسخة محفوظة 4 مارس 2016 على موقع واي باك مشين.
- قسم السفن السياحية والطب البحري - دليل خطوط الرحلات البحرية
- الإبحار السلس ~ خطوط الرحلات البحرية والسياحة العلاجية ، علاقة ناشئة